# 자이언트 코즈웨이
자이언트 코즈웨이(영어: Giant's Causeway→거인의 방죽길)는 영국 북아일랜드의 주상절리이다. 고대 화산활동으로 형성된 총 4만여개의 주상절리가 모여 있다. 북아일랜드 북부 앤트림주 부시밀스 마을에서 북동쪽으로 4.8km 떨어진 곳에 위치해 있다.
1986년 유네스코의 세계자연유산으로 등재되었으며 1987년에는 북아일랜드 환경부가 선정하는 국립자연보존공원으로 지정되었다. 2005년 《라디오 타임스》는 구독자 투표를 통해 자이언트 코즈웨이를 영국의 네번째 불가사의로 선정하기도 했다. 주상절리의 상층부는 발판의 형태를 이루며 절벽 끝에서 시작되어 이어지다 바다 밑으로 들어간다. 대부분의 주상절리는 육각형을 띄고 있으나 개중에는 사각형, 오각형, 칠각형, 팔각형을 띄는 것도 있다. 가장 큰 주상절리는 12m에 달하며, 절벽의 굳은 용암 중에는 그 높이가 28m에 달하는 것도 있다.
오늘날 자이언트 코즈웨이와 코즈웨이 코스트 세계유산구역의 대부분은 환경보호단체 내셔널 트러스트가 소유 관리하고 있으며, 북아일랜드에서 가장 유명한 관광지 중 하나이다. 이들 외 나머지 구역은 왕실 기관인 크라운 이스테이트와 다수의 개인이 토지를 소유하고 있다.

## 내력

### 형성

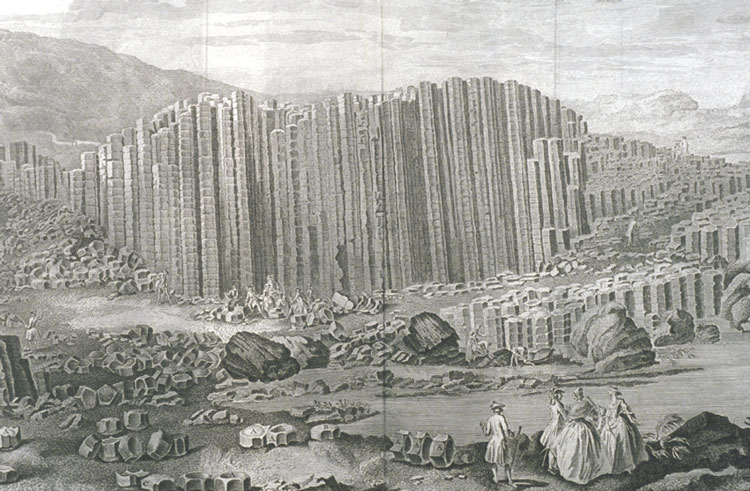
수잔나 드러리의 판화 <자이언트 코즈웨이의 모습: 동쪽 풍경> (1768년)

지금으로부터 5000~6000만 년 전, 팔레오세가 한창이던 시기 앤트림 일대는 극심한 화산 활동이 일었다. 그 과정에서 유동성 높은 현무암이 백악 지대에 흘러들어가 드넓은 용암대지를 형성하였다. 용암이 식자 팽창이 이뤄지고, 수평 팽창으로 인해 땅은 진흙이 말라 갈라지는 것처럼 균열을 일으켰고, 용암덩이가 식으면 식을수록 균열도 많아져 기둥 구조를 남겼다. 이 기둥 역시 쿠키 틀로 찍어내듯 일정한 수평 균열이 발생하게 되었다. 수평 균열로 인해 바닥면은 볼록해지고 하층부의 상단은 오목해지게 만들었는데 이를 '보울 소켓' (ball and socket)이라고 부른다. 기둥의 크기와 규모는 화산 분출로 나온 용암이 식는 속도에 따라 달라지게 되었다. 이렇게 균열이 수백개씩 광범위하게 이뤄지면서 지금의 뚜렷한 기둥을 형성하게 된 것이다. 자이언트 코즈웨이를 이룬 현무암은 본래 팔레오세 시기에 형성된 튤런 지대라는 이름의 거대한 용암지대에 속한 것이다.

### 전설
전설에 따르면 자이언트 코즈웨이는 그 이름처럼 거인이 지은 둑길의 흔적이라고 한다. 게일 신화 피니언 대계의 이야기에 의하면, 아일랜드 거인 핀 막 쿠월이 하루는 스코틀랜드 거인 버낸도너로부터 결투 신청을 받았다. 도전을 받아들인 핀은 버낸도너와 만나기 위해 노스 해협을 가로지르는 둑길을 지었다. 이후의 전개는 이야기마다 조금씩 다른데, 핀이 버낸도너의 발가락이 무찔렀다고 하는 설화가 있는가 하면 다른 쪽에서는 버낸도너가 자신보다 훨씬 크다는 것을 깨닫고 그를 피해 숨었다는 설화도 있다. 여기서 핀의 아내 오너프는 핀을 아기로 변장시켜 요람에 태우고, 버낸도너는 그것을 핀의 아기로 여기고는 그 아버지인 핀은 세상에서 가장 큰 거인이겠구나 하며 겁을 먹는다. 이후 버낸도너가 스코틀랜드로 허겁지겁 도망치는 와중에 혹시라도 핀이 따라오지 못하도록 둑길을 부쉈다는 이야기이다. 실제로 바다 건너 스코틀랜드의 스타파 섬에도 자이언트 코즈웨이와 동시대에 형성된 주상절리가 있으며, 거인의 둑길 설화도 이러한 점에 착안하였을 가능성이 있다.

## 참고 링크
- 자이언트 코즈웨이 정보 - 내셔널 트러스트
- 자이언트 코즈웨이 코스트
- Causeway Coast And Glens Tourism – 공식 관광협회의 코즈웨이 및 그 일대 지역 여행정보
- Formation of basalt columns